# جورج هانتينغتون (سياسي)
جورج هانتينغتون هو سياسي أمريكي، ولد في 24 أغسطس 1796، وتوفي في 19 نوفمبر 1866. نشط حزبياً في الحزب الديمقراطي. وقد انتخب عضو مجلس ولاية نيويورك ‏.